# Anna Louise Strong

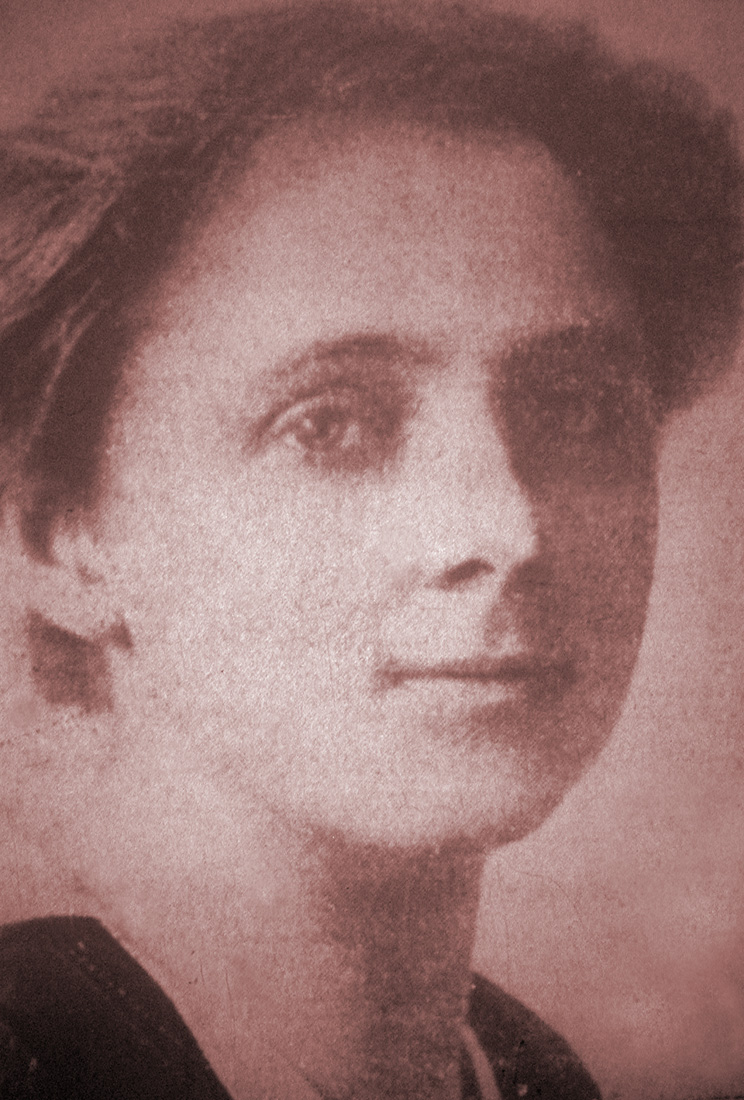
Anna Louise Strong la momentul retragerii ei de la Consiliul școlar din Seattle în 1918.

Anna Louise Strong (n. 24 noiembrie 1885, Friend⁠(d), Nebraska, SUA – d. 29 martie 1970, Beijing, Republica Populară Chineză) a fost o jurnalistă și activistă americană care a povestit despre mișcările comuniste din Uniunea Sovietică și China, pe care le-a susținut.

## Biografie

### Primii ani
Tatăl ei, Sydney Dix Strong, a fost slujitor în Biserica Congregațională și a fost misionar.
Anna Louise Strong a investit efort considerabil în educația sa. A urmat mai întâi ”Colegiul Bryn Mawr⁠(d)” din Pennsylvania din 1903 până în 1904, apoi a absolvit ”Colegiul Oberlin” din Ohio, unde mai târziu s-a întors să vorbească de mai multe ori. În 1908, la vârsta de 23 de ani, și-a terminat studiile și a primit un doctorat în filozofie la Universitatea din Chicago, cu o teză publicată mai târziu sub numele de Psihologia socială a rugăciunii. Ea a susținut bunăstarea copilului și a călătorit în jur vorbind despre asta. Când a venit la Seattle să vorbească despre asta, în mai 1914, peste 6.000 de oameni veneau pe zi. Cel puțin 40.000 de oameni au venit în ultima ei zi în Seattle.
Anna  avea 30 de ani când s-a întors la Seattle pentru a locui cu tatăl ei, pe atunci pastor al Bisericii Congregaționale Queen Anne. Îi plăcea politica progresistă care era populară acolo, susținâmd munca organizată .
Anna, de asemenea, s-a bucurat de alpinism. Ea a organizat tabere de vară în cooperare în Cascades și a condus grupuri de alpinism pe muntele Rainier.

### Cariera politica
Când Anna a candidat pentru Consiliul școlar din Seattle în 1916, a câștigat cu ușurință pentru că a fost ajutată de grupuri de femei și de muncă organizată și pentru că era cunoscută ca expertă în bunăstarea copilului. Ea a fost singura femeie membru al consiliului. Ea a susținut că școlile publice ar trebui să ofere programe de servicii sociale pentru copiii săraci și că aceste programe ar trebui să fie centre comunitare. Dar nu putea face nimic: alți membri au ales să dedice întâlniri lucrurilor pe care Anna le-a considerat că sunt mai puțin importante, cum ar fi instalațiile sanitare din școli.
În anul alegerii ei, 1916, a avut loc Masacrul de la Everett . Anna a fost angajat ca stringer de New York Evening Post pentru a raporta despre conflictul sângeros dintre IWW (sau „Wobblies”) și armata de gardieni înarmați angajați de proprietarii fabricii Everett pentru a-i ține departe de oraș. La început, ea era doar cineva care privea fără să ia parte. Cu toate acestea, ea a început curând să ia partea drepturilor lucrătorilor și să vorbească despre această credință.
Susținerea de către Anna  a cauzelor de stânga a făcut-o diferită de celelalte persoane din consiliul școlii. Ea a fost împotriva războiului, iar când Statele Unite au intrat în Primul Război Mondial în 1917, s-a pronunțat împotriva proiectului. Pe de o parte, PTA și cluburile de femei i s-au alăturat pentru a se opune pregătirii militare în școli. Pe de altă parte, Seattle Minute Men, mulți dintre ei veterani ai războiului hispano-american, au spus că este nepatriotică.
Credințele anti-război ale familiei Wobblies i-au determinat pe mulți dintre ei să fie arestați la biroul din Seattle, unde Louise Olivereau, o dactilografă, trimitea lucruri prin poștă celor care le-au spus să se gândească să devină obiectori de conștiință și să nu intre în draft. În 1918, Anna a stat alături de Olivereau în sala de judecată, deoarece activistul-dactilograf a fost judecat pentru răzvrătire, găsit vinovat și trimis la închisoare.
Colegii membri ai consiliului școlar ai Annei au început o campanie de rechemare pentru a o scoate pe Anna din consiliul școlar și au câștigat. Ea a apărut la următoarea lor întâlnire pentru a argumenta că ar trebui să aleagă o femeie care să o înlocuiască. Consiliul școlii a decis să facă acest lucru, dar au spus că își doresc un reprezentant patriotic și o mamă cu copii în școli. Ei au înlocuit-o pe Anna Louise Strong cu Evangeline C. Harper, o femeie bine cunoscută de clubul country .

### Cariera de jurnalist
Anna pentru că este cunoscută ca parte a cotidianului muncitoresc al orașului, ”The Union Record”, scriind articole puternice pro-muncă și spunând lucruri bune despre noul guvern sovietic . Pe data de  6 februarie 1919, cu două zile înainte de începerea grevei generale de la Seattle din 1919, ea a scris într-un editorial: „Facem cea mai extraordinară mișcare făcută vreodată de muncitori în această țară, o mișcare care va duce – NIMENI ȘTIE UNDE!" Greva a închis orașul timp de patru zile și apoi s-a încheiat așa cum începuse – pașnic și cu obiectivele încă neclare.
Neștiind ce să facă, ea a urmat sfatul prietenului ei Lincoln Steffens și, în anul 1921, a decis să călătorească în Polonia și Rusia, slujind ca și corespondent pentru American Friends Service Committee . Motivul pentru care mergea era să ofere prima, ajutor străin victimelor foametei din Volga . După un an, a fost numită corespondent la Moscova pentru Serviciul Internațional de Știri . Anna a văzut multe lucruri în Europa care au inspirat-o să scrie. Unele dintre lucrările ei includ Prima dată în istorie (prefață de Leon Troțki ) (1924) și Copiii revoluției (1925). După ce a rămas în zonă timp de câțiva ani, Strong a crescut pentru a deveni un susținător al socialismului în nou formata Uniune Sovietică . În anul 1925, în perioada Noii Politici Economice din URSS, ea s-a întors în Statele Unite pentru a-i face pe oameni de afaceri interesați să investească în industrie și dezvoltare în Uniunea Sovietică. În acest timp, Anna a ținut, de asemenea, multe discursuri și a devenit bine cunoscută ca o autoritate în „știrile soft” (cum ar fi cum să obțineți un apartament) despre URSS.
La sfârșitul anilor 1920, Anna a călătorit în China și în alte părți ale Asiei. Acolo s-a împrietenit cu Soong Ching-ling și Zhou Enlai . Ea a mai scris câteva cărți despre călătoriile ei, inclusiv ”China's Millions” (1928), ”Red Star in Samarkand ”(1929).
În anul 1930, s-a întors la Moscova și a ajutat la lansarea Moscow News, primul ziar în limba engleză din oraș. Ea a fost redactor-șef timp de un an și apoi a devenit scriitoare specială. S-a căsătorit cu oficialul sovietic și colegul socialist Joel Shubin în 1932. La fel ca Anna, Shubin era un om dedicat cu pasiune muncii sale și cei doi erau adesea despărțiți din cauza muncii, în cele din urmă, aveau să petreacă puțin timp împreună înainte de moartea lui Shubin în anul 1942.
În timp ce Anna a locuit în Uniunea Sovietică, ea a devenit mai fericită cu guvernul sovietic și a scris multe cărți lăudându-l. Acestea includ: ”The Soviets Conquer Wheat” (1931), o versiune actualizată a ”China's Millions: The Revolutionary Struggles from 1927 to 1935” (1935), cel mai bine vândut film autobiografic ”I Change Worlds: the Remaking of an American ”(1935), ”This Soviet World ”(1936) și ”Constituția sovietică” (1937).
În anul 1936 s-a întors din nou în Statele Unite. În liniște și în privat, supărată de știrile din URSS („ Marile epurări ”), ea a continuat să scrie pentru periodice de top, inclusiv The Atlantic Monthly, Harper's, The Nation și Asia . O vizită în Spania a rezultat în ”Spania în arme” (1937); vizitele în China au dus la ”One Fifth of Mankind” (1938). În anul  1940 a publicat ”Țara mea natală” . Alte cărți includ ”The Soviets Expected It” (1941); romanul ”Râul sălbatic” (1943), plasat în Rusia ; Popoarele URSS (1944), ”I Saw the New Poland” (1946) (pe baza relatărilor ei din Polonia în timp ce însoțea Armata Roșie de ocupare); și trei cărți despre succesul Partidului Comunist din China timpuriu în războiul civil chinez .
În timp ce se afla în URSS, ea a călătorit în întreaga națiune uriașă, inclusiv în  tările Ucraina, Kuznetsk, Stalingrad, Kiev, Siberia, Asia Centrală, Uzbekistan și multe altele. De asemenea, a călătorit în Polonia, Germania și Marea Britanie . În timp ce se afla în Uniunea Sovietică, Anna s-a întâlnit cu Stalin, Molotov și mulți alți oficiali sovietici. Ea a intervievat muncitori din fabrici, fermieri și pietoni.
În al Doilea Război Mondial, când Armata Roșie și-a început înaintarea împotriva Germaniei naziste, Anna a rămas în spate urmând soldații prin Varșovia, Łódź și Gdańsk . În mare parte, din cauza simpatiilor ei pentru pro-chineze comuniste, a fost arestată la Moscova în 1949 și acuzată de  către sovieticii de spionaj . S-a întors mai târziu în URSS în 1959, dar s-a stabilit în China până la moartea ei.
Anna l-a întâlnit pe WEB Du Bois, care a vizitat China comunistă în timpul Marelui Salt înainte de sfârșitul anilor 1950. Niciunul nu a susținut niciodată criticile legate de foamete la adresa Marelui Salt. Anna  a scris o carte intitulată ”Când iobagii s-au ridicat în Tibet”, pe baza experienței ei din această perioadă, care include invazia chineză a Tibetului .
Parțial din teama de a își pierde pașaportul dacă s-ar fi intors în SUA, ea s-a mutat în China până la moartea ei în 1970, publicând o „Scrisoare din China”. În acel timp, a ajuns să îi cunoască foarte bine pe Zhou Enlai  și pe Mao Zedong . Ea locuia în vechea Legație italiană, care fusese transformată în apartamente pentru cei mai buni „prieteni străini”.

## Lucrări publicate
- - (1904). Storm Songs and Fables.
- - (1908). The King's Palace. Oak Park, Illinois: Oak Leaves Company. (one-act play)
- - (1908). The Song of the City. Oak Park, Illinois: Oak Leaves Company.
- - (1937). Ragged Verse. Seattle: Piggott-Washington. (poems, by Anise)
- - (1943). Wild River. Boston: Little, Brown. (novel, set in Ukraine)
- - (1951). God and the Millionaires. Montrose, California. (poems, by Anise)

- - (1906). Biographical Studies in the Bible. Pilgrim Press. (co-author with Sydney Strong, her father)
- - (1906). Bible Hero Classics. Hope Publishing Company. (co-author with Sydney Strong, her father)
- - (1909). The Psychology of Prayer. Chicago: University of Chicago Press.
- - (1911). Boys and Girls of the Bible. Chicago: Howard-Severance.
- - (1915). Child-welfare Exhibits: Types and Preparation. Washington: Government Printing Office.

- - (1914). On the Eve of Home Rule: Snapshots of Ireland in the momentous Summer of 1914. Chicago: O'Connell Press.
- - (1924). The First Time in History: Two Years of Russia's New Life. New York: Boni & Liveright. (with preface by Leon Trotsky)
- - (1925). Children of Revolution; story of the John Reed Children's Colony on the Volga, which is as well a story of the whole great structure of Russia. Seattle: Sydney Strong.
- - (1927). New Lives for Old in Today's Russia: What Has Happened to the Common Folk of the Soviet Republic. Little Blue Book 505(b). Girard, Kansas: Haldeman-Julius Publications.
- - (1927). Was Lenin a Great Man?. Little Blue Book 633(b). Girard, Kansas: Haldeman-Julius Publications.
- - (1927). How the Communists Rule Russia. Little Blue Book 1147. Girard, Kansas: Haldeman-Julius Publications.
- - (1927). Marriage and Morals in Soviet Russia. Little Blue Book 1212. Girard, Kansas: Haldeman-Julius Publications.
- - (1927). How Business is carried on in Soviet Russia. Little Blue Book 1234. Girard, Kansas: Haldeman-Julius Publications.
- - (1927). Workers' Life in Soviet Russia. Little Blue Book 1235. Girard, Kansas: Haldeman-Julius Publications.
- - (1927). Peasant Life in Sovet Russia. Little Blue Book 1236. Girard, Kansas: Haldeman-Julius Publications.
- - (1928). China's Millions. New York: Coward-McCann.
- - (1929). Red Star in Samarkand. New York: Coward-McCann.
- - (1930). Modern Farming – Soviet Style. International Pamphlets 1. New York: International Publishers.
- - (1931). The Soviets Conquer Wheat: the Drama of Collective Farming. New York: Henry Holt and Company.
- - (1931). The Road to the Grey Pamir. New York: Robert McBride.
- - (1932). From Stalingrad to Kuzbas: Sketches of the Socialist Construction in the USSR. International Pamphlets. New York: International Publishers.
- - (1934). Dictatorship and Democracy in the Soviet Union. International Pamphlets 40. New York: International Publishers.
- - (1935). The Soviet Union and World Peace. International Pamphlets 48. New York: International Publishers.
- - (1935). China's Millions, the Revolutionary Struggles from 1927 to 1935. New York: Knight Publishing.
- - (1935). I Change Worlds: the Remaking of an American. New York: Henry Holt and Company.
- - (1936). This Soviet World. New York: Henry Holt and Company.
- - (1937). Spain in Arms, 1937. New York: Henry Holt and Company.
- - (1937). The New Soviet Constitution: A Study in Socialist Democracy. New York: Henry Holt and Company.
- - (1938). One-Fifth of Mankind: China Fights for Freedom. New York: Modern Age Books.
- - (1939). China Fights for Freedom. London: Lindsay Drummond.
- - (1940). My Native Land. New York: Viking Press.
- - (1941). The Soviets Expected It. New York: Dial Press.
- - (1941). Lithuania's New Way. London: Lawrence & Wishart.
- - (1941). The New Lithuania. New York: Workers Library Publishers.
- - (1941). The Kuomintang-Communist Crisis in China;: A first-hand account of one of the most critical periods in Far Eastern history.
- - (1942). China's New Crisis. London: Fore Publications.
- - (1942). Our Russian Front. Sydney: Angus & Robertson.
- - (1943). The Russians are People. London: Cobbett Publishing Company.
- - (1944). Peoples of the USSR. New York: The Macmillan Company.
- - (1944). Soviet Farmers. New York: National Council of American Soviet Friendship.
- - (1945). Inside Liberated Poland. New York: National Council of American Soviet Friendship.
- - (1946). I Saw the New Poland. Boston: Little, Brown.
- - (1948). Tomorrow's China. New York: Committee for a Democratic Far Eastern Policy.
- - (1948). Dawn Comes Up like Thunder out of China: an Intimate Account of the Liberated Areas in China.
- - (1949). The Chinese Conquer China. Girard, Kansas: Haldeman-Julius Publications.
- - (1949). Inside North Korea: an Eye-witness Report. Montrose, California.
- - (1956). The Stalin Era (PDF). New York: Mainstream Publishers. Arhivat din original (PDF) la 16 februarie 2008. Accesat în 27 ianuarie 2011.
- - (1959). The Rise of the Chinese People's Communes. Peking: New World Press.
- - (1959). Tibetan Interviews. Peking: New World Press.
- - (1960). The Rise of the People's Communes in China. New York: Marzani & Munsell.
- - (1960). When Serfs Stood Up in Tibet. Peking: New World Press.
- - (1961). Cash and Violence in Laos. Peking: New World Press.
- - (1962). Cash and Violence in Laos and Viet Nam. New York: Mainstream Publishers.
- - (1963). China's Fight for Grain. Three Dates from a Diary in 1962. Peking: New World Press.
- - (1963). Letters from China, Numbers 1–10. Peking: New World Press.
- - (1964). Letters from China, Numbers 11–20. Peking: New World Press.
- - (1964). The Rise of the Chinese People's Communes: and Six years After. Peking: New World Press.
- - (1965). Letters from China, Numbers 21–30. Peking: New World Press.
- - (1965). Some Background on the United States in Vietnam and Laos: Excerpts from Anna Louise Strong's Letter from China January 8th 1965 (Far East Reporter publications). New York: Maud Russell.
- Children Pioneers
- Pioneer: The Children's Colony on the Volga
- Is the Soviet Union turning from world brotherhood to imperialism?
- Man's New Crusade
- The Thought of Mao Tse-Tung

- Herken, Gregg (2002). Brotherhood of the Bomb : The Tangled Lives and Loyalties of Robert Oppenheimer, Ernest Lawrence, and Edward Teller. New York: Henry Holt and Company.
- Strong, Tracy B.; Keyssar, Helene (1983). Right in Her Soul: the Life of Anna Louise Strong. New York: Random House. ISBN 9780394516493.

- Anna Louise Strong Internet Archive, Marxists Internet Archive . Preluat la 24 martie 2010.
- Anna Louise Strong (1885-1970), HistoryLink. Preluat la 24 martie 2010.
- Finding Aid to the Anna Louis Strong Papers Arhivat în 11 iunie 2011, la Wayback Machine.   , Universitatea din Washington. Preluat la 24 martie 2010